# Maximilian Dorner

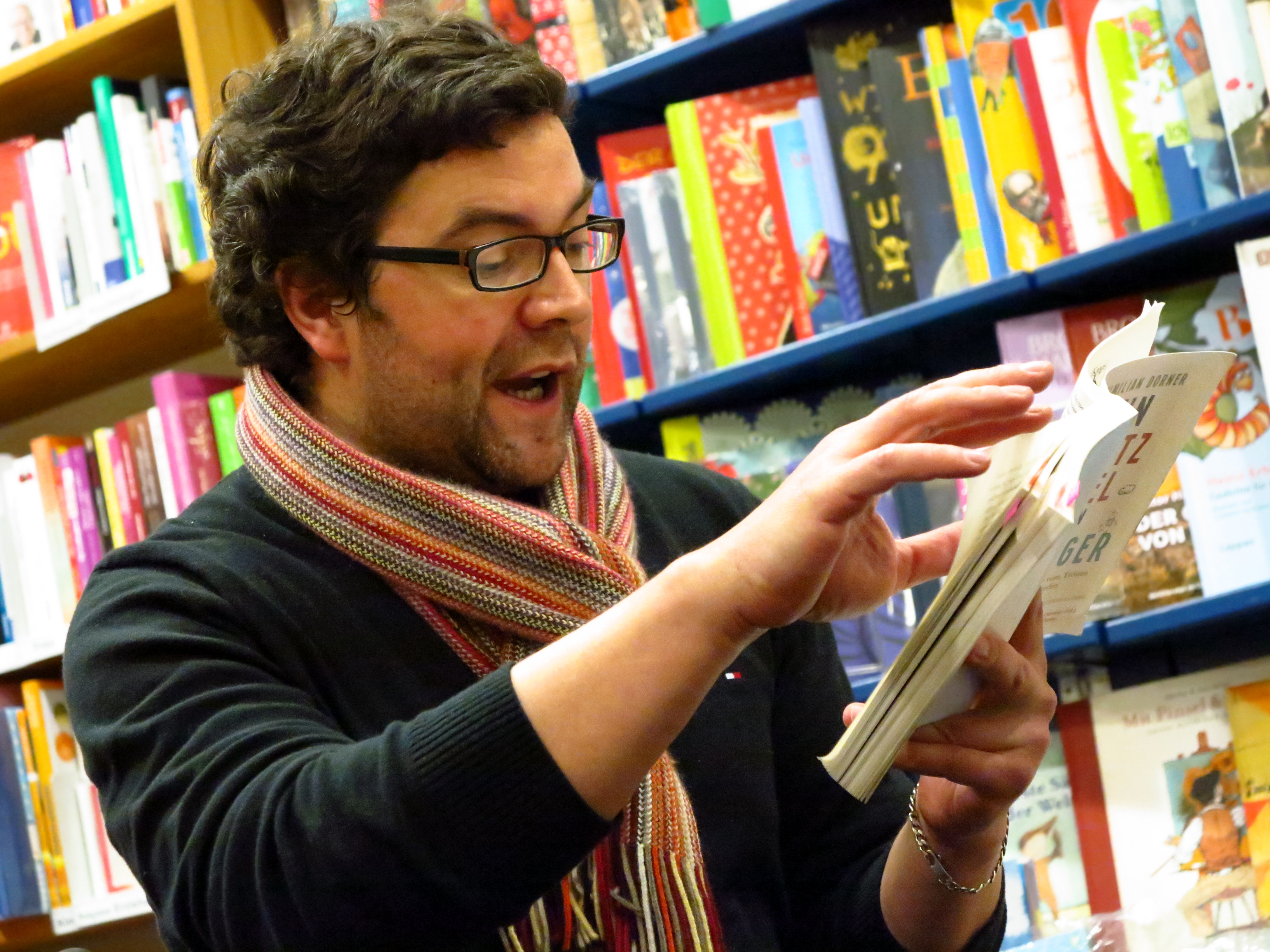
Lesung im Herbst 2012

Maximilian Dorner (* 21. August 1973 in München; † 18. Februar 2023 ebenda) war ein deutscher Schriftsteller und Dramaturg. 

## Leben
Als Stipendiat der Studienstiftung des deutschen Volkes studierte Dorner Dramaturgie an der Bayerischen Theaterakademie. Er arbeitete anschließend als Regisseur, Verlagslektor, Journalist und Sachbuchautor.
Von 1996 bis 1999 war er Autor der BR-Hörfunksendung Lyrik nach Wunsch, von 1998 bis 2001 schrieb Dorner Theaterkritiken für die Zeitung Die Welt. 
2006 wurde bei Dorner Multiple Sklerose diagnostiziert, seit 2010 war er auf einen Rollstuhl angewiesen. Für seinen Debütroman Der erste Sommer erhielt Dorner 2007 den Bayerischen Kunstförderpreis. 2008 veröffentlichte er das Buch Mein Dämon ist ein Stubenhocker über das Leben mit seiner Behinderung. Im Sommer 2009 inszenierte Dorner die Oper Der Liebestrank von Gaetano Donizetti in der Pasinger Fabrik in München. 2019 gründete er das Aktionsbündnis Wheelchairs for future.
Seit 2021 hatte er als Brotberuf eine Angestelltenstelle im Münchner Kulturreferat, wo er die Stabsstelle „Diversität und Inklusion“ verantwortete. Zuletzt arbeitete er außerdem an einem Buch über das deutsche Krankenpflegesystem, das 2024 erscheinen sollte.
2023 wurde er posthum mit dem Ehrenpreis der Jury Münchner Bürgerpreis für Demokratie – gegen Vergessen ausgezeichnet.

## Buchveröffentlichungen
- Der erste Sommer. Deutscher Taschenbuch Verlag, 2007, ISBN 3-423-24601-4.
- Mein Dämon ist ein Stubenhocker. Zabert Sandmann Verlag, 2008, ISBN 3-89883-198-1.
- Lahme Ente in New York: Die Grenzen meines Körpers sind nicht die Grenzen meiner Welt. Malik Verlag, 2009, ISBN 3-89029-746-3. (2011 als Taschenbuch erschienen unter dem Titel Die Gabe der Langsamkeit: Streifzüge durch New York. Piper, ISBN 978-3-492-26354-2.)
- Ich schäme mich. Rowohlt-Verlag, 2010, ISBN 978-3-498-01330-1.
- Da machst was mit! Mein Jahr in Bayern. Malik Verlag, 2011, ISBN 978-3-89029-756-9.
- Mein Schutzengel ist ein Anfänger. Albrecht Knaus Verlag, 2012, ISBN 978-3-8135-0482-8.
- Einsam, na und? Von der Entdeckung eines Lebensgefühls. btb, 2015, ISBN 978-3-442-75490-8
- Eine letzte Mail. Roman. btb, 2018, ISBN 978-3-442-74909-6.
- Steht auf, auch wenn ihr nicht könnt. Behinderung ist Rebellion. btb, 2019, ISBN 978-3-442-75825-8.

### Hörbücher
- Mein Schutzengel ist ein Anfänger. gelesen von Max Dorner und Crescentia Dünßer, 3 CDs gekürzt 215 Min. Steinbach sprechende Bücher, Schwäbisch Hall 2012, ISBN 978-3-86974-138-3.